# Ford 1960
El Ford 1960 es un modelo de automóvil que fue fabricado por la Ford Motor Company en Estados Unidos en el año 1960. 

## Historia
La línea de vehículos llamada Ford completa del año 1960 a 1964, fue complementada ahora por una variedad de Ford, el Thunderbird y compacto Falcon. El coche largo de Ford creció aún más, ahora había sido montado en un chasis de 3.023 mm de distancia entre ejes. Los motores fueron heredadas de un Ford 1959. La retracción del techo en el Fairlane Skyliner había desaparecido, aunque se mantenía el modelo convertible Sunliner y el nombre de Fairlane duraría sólo dos años más, antes de migrar a un nuevo modelo de tamaño medio.

### Años 1961 - 1962 - 1963 y 1964
El nombre Galaxie acompañaba la carrera espacial norteamericana, en consecuencia este modelo fue muy estilizado y con motores de gran potencia, llegándose a lograr 298 Hp en el motor Ford V8 (disponibles al público). El modelo Fairlane dejó su lugar a este modelo de vanguardia. En 1963, luego de participar en la competencia de la National Association for Stock Car Auto Racing (NASCAR) y lograr la victoria con un Galaxie 427 que tenía un motor V8 de 317 Hp., Ford se convierte en proveedora de vehículos veloces con propósitos competitivos, para lo que aliviana varias piezas del vehículo, empleando aluminio y posteriormente fibra de vidrio.

## Galería de imágenes

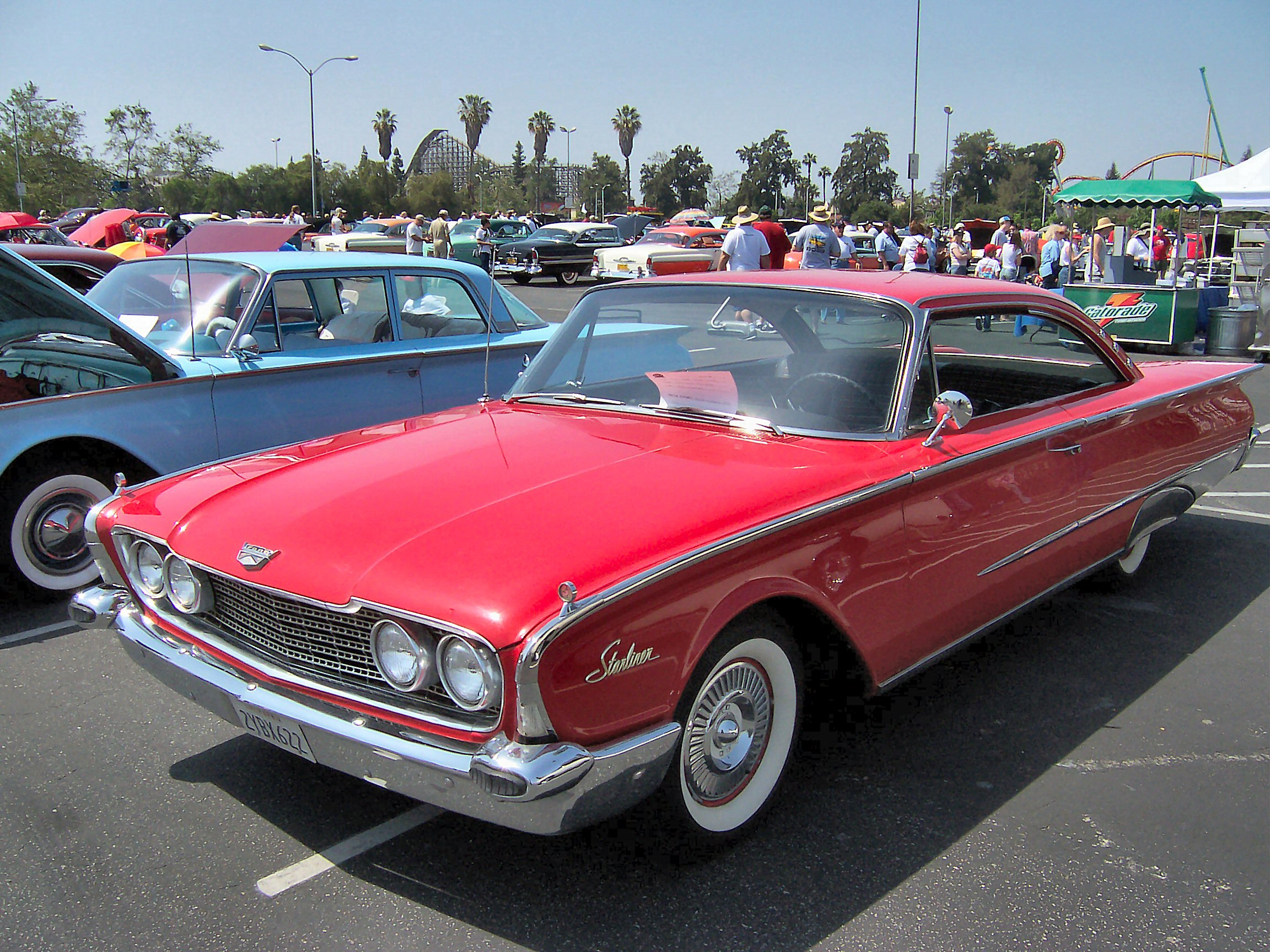
Ford Galaxie Starliner 1960
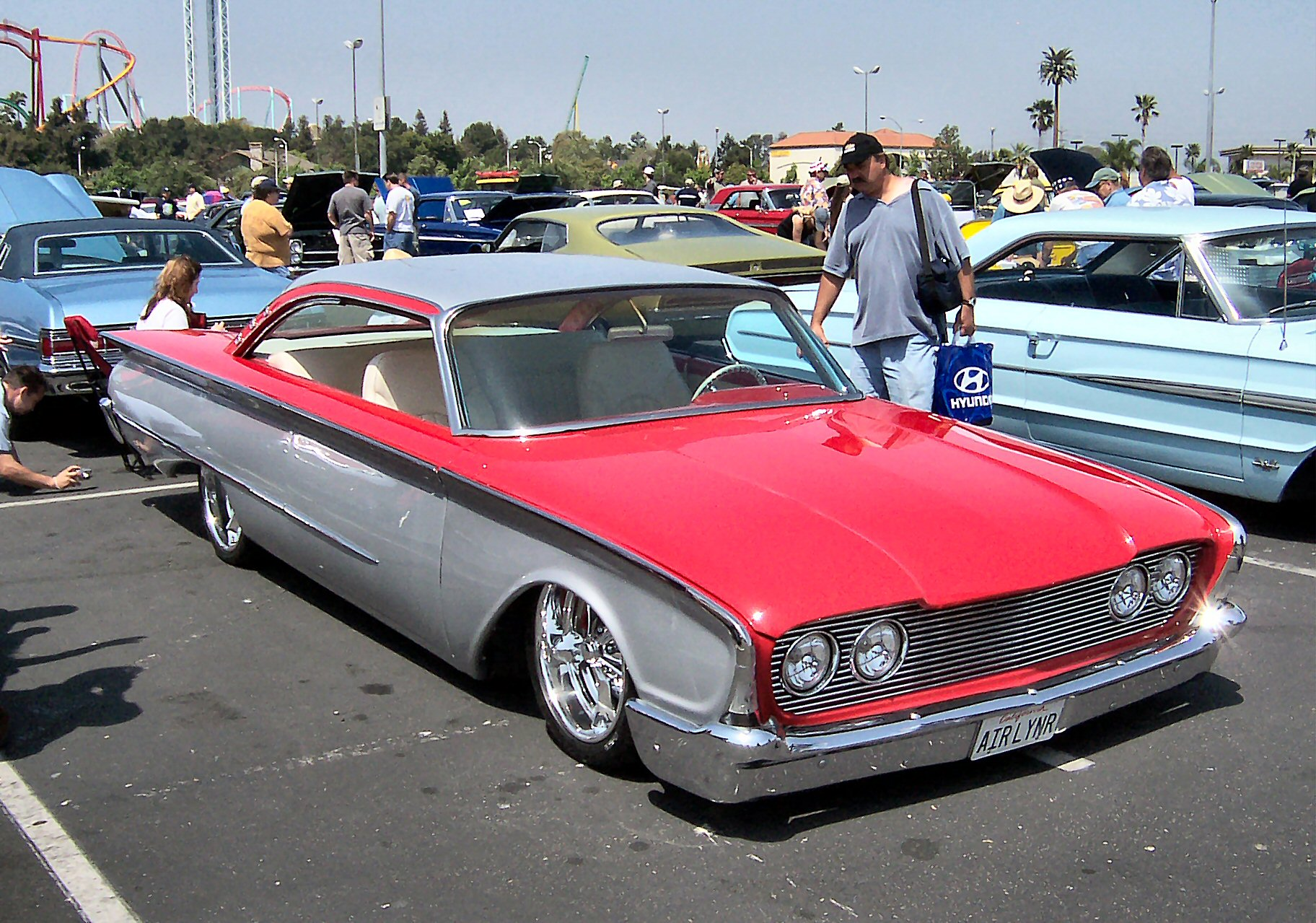
Ford Galaxie custom 1960
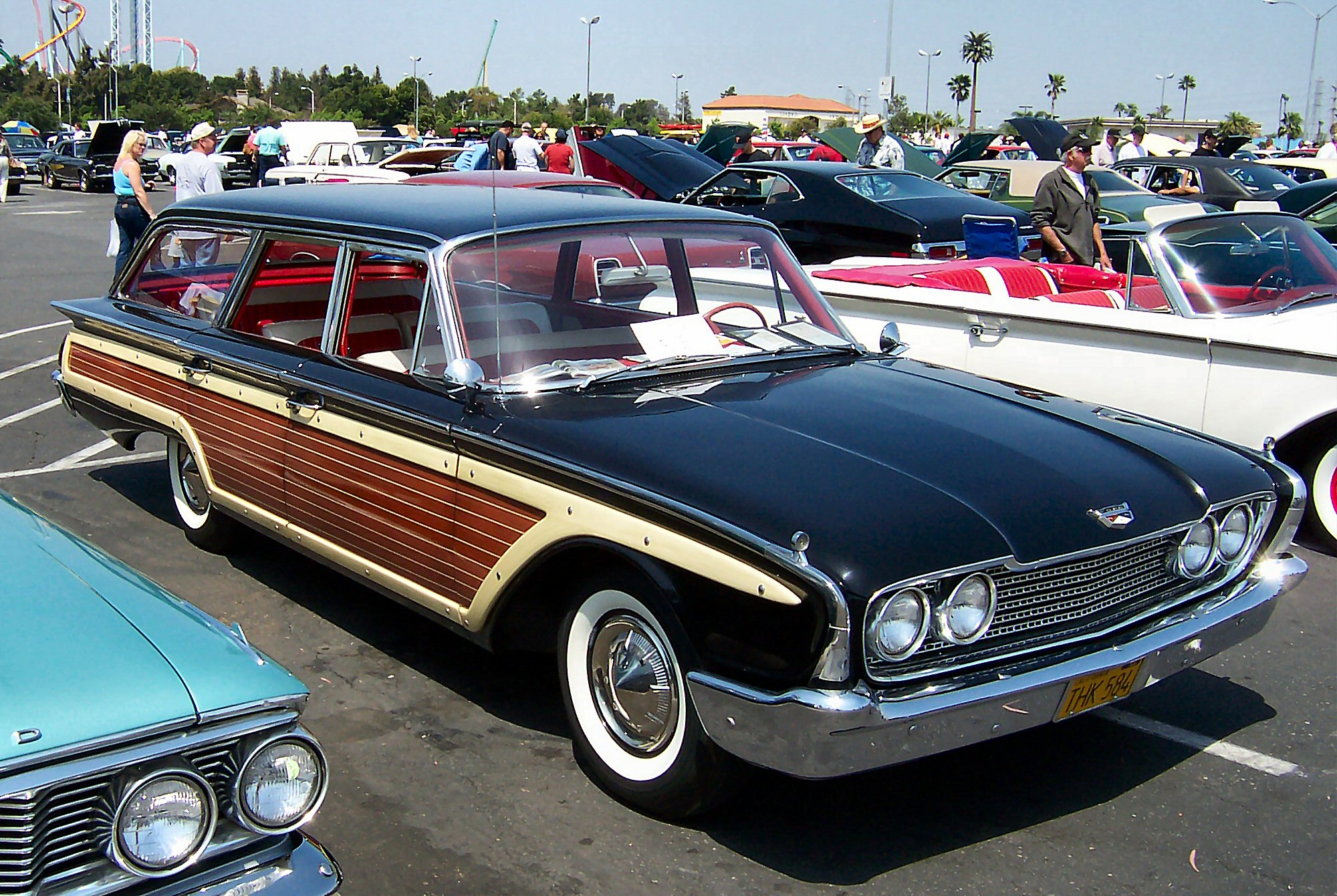
Ford Country Squire 1960
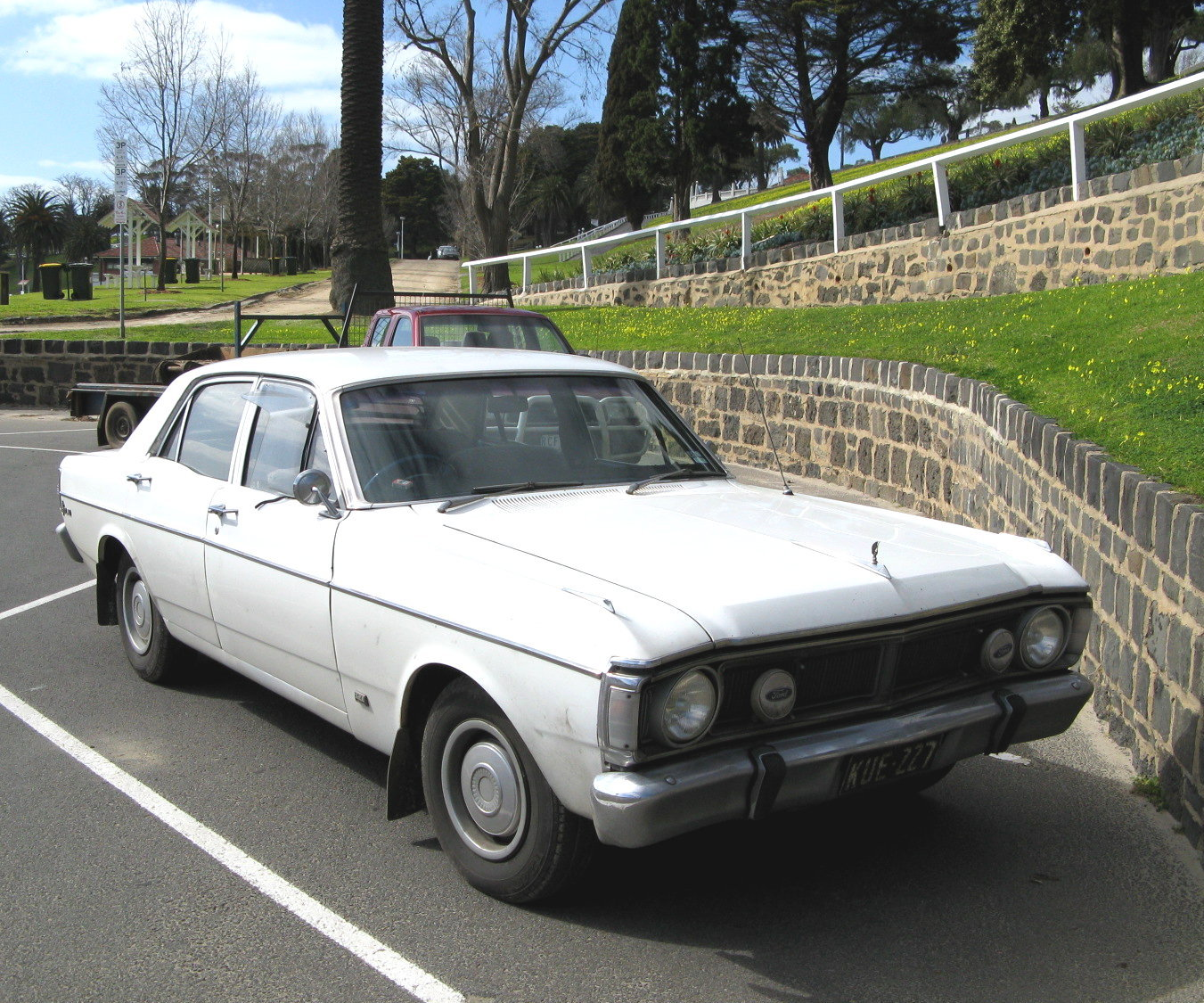
Ford Falcon 500 1960
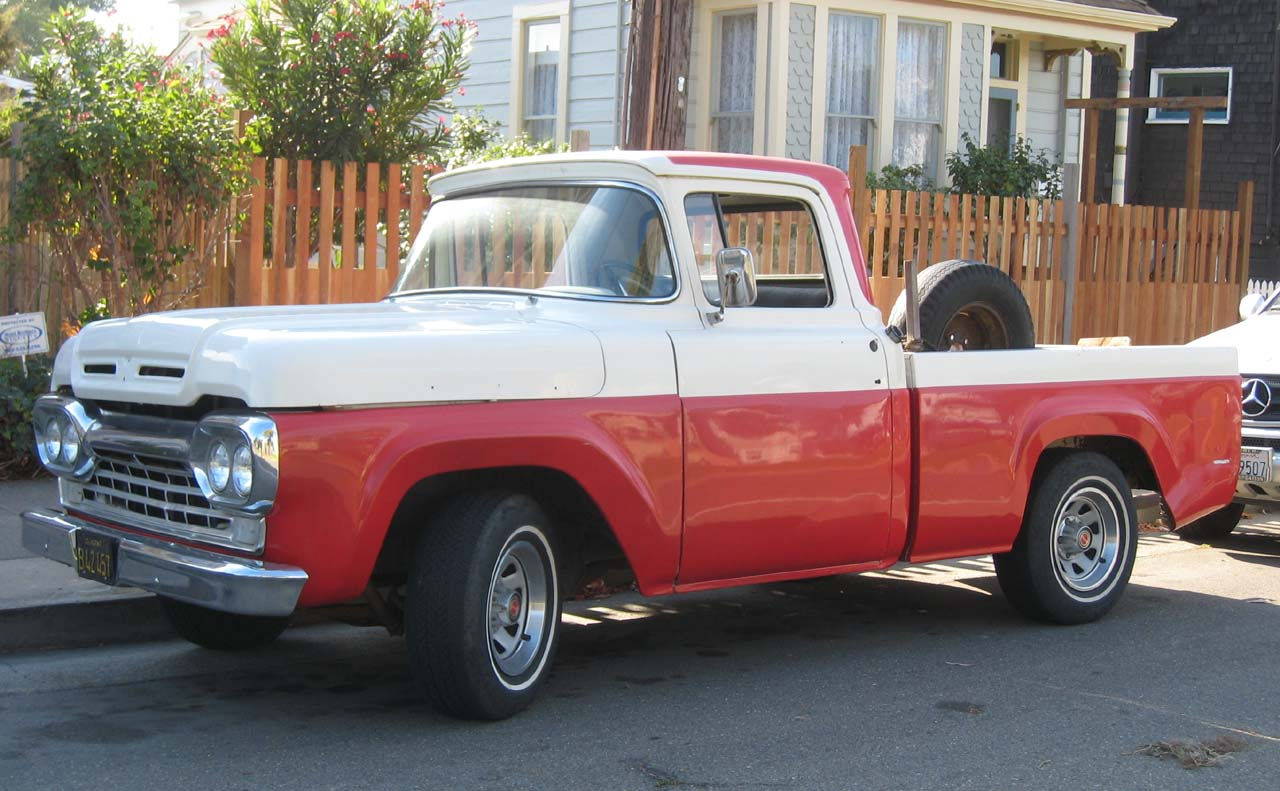
Ford F100 1960
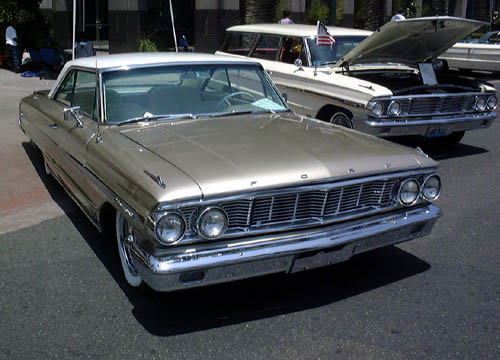
Ford Galaxie 1964
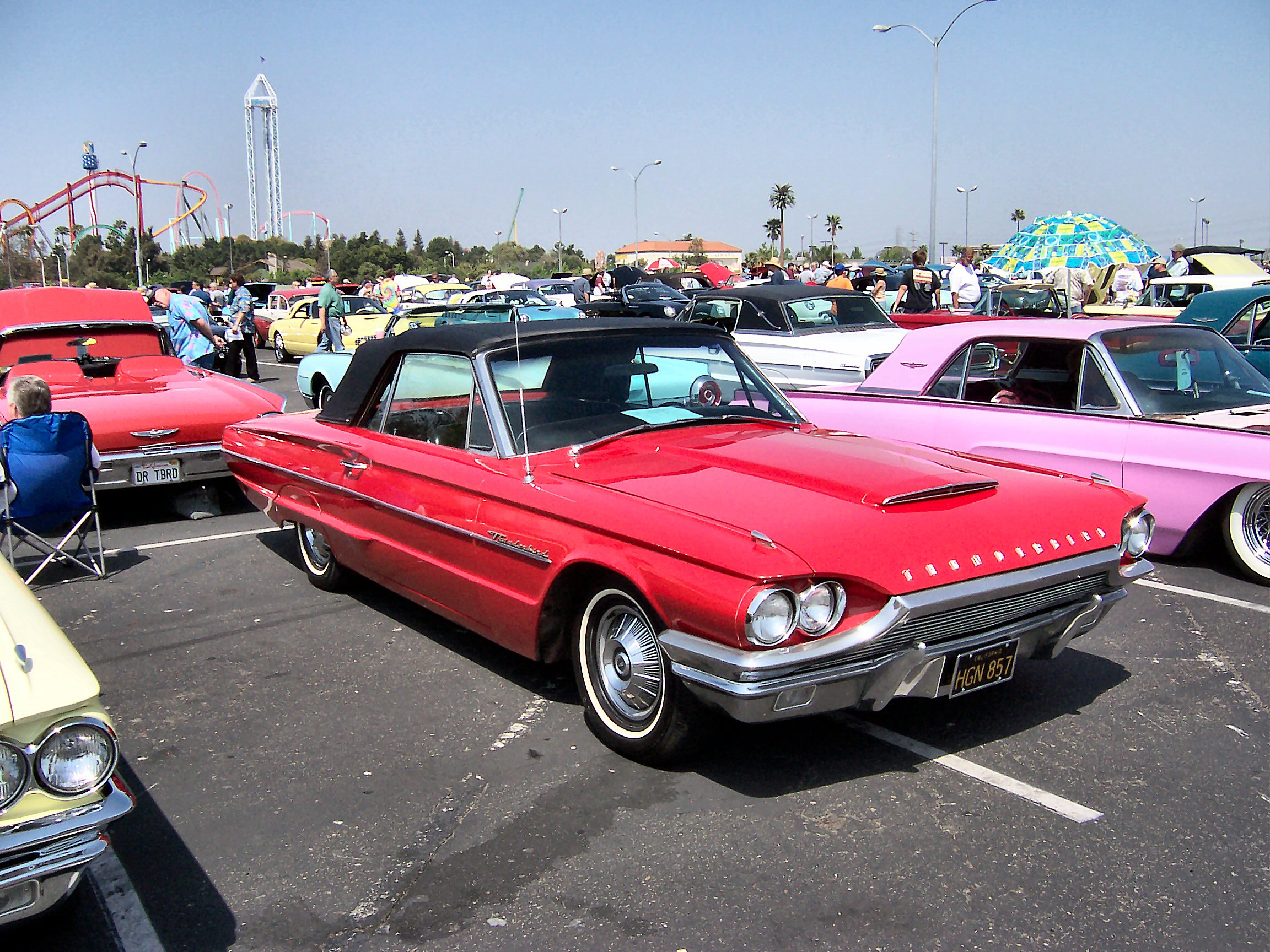
Ford Thunderbird Convertible 1964
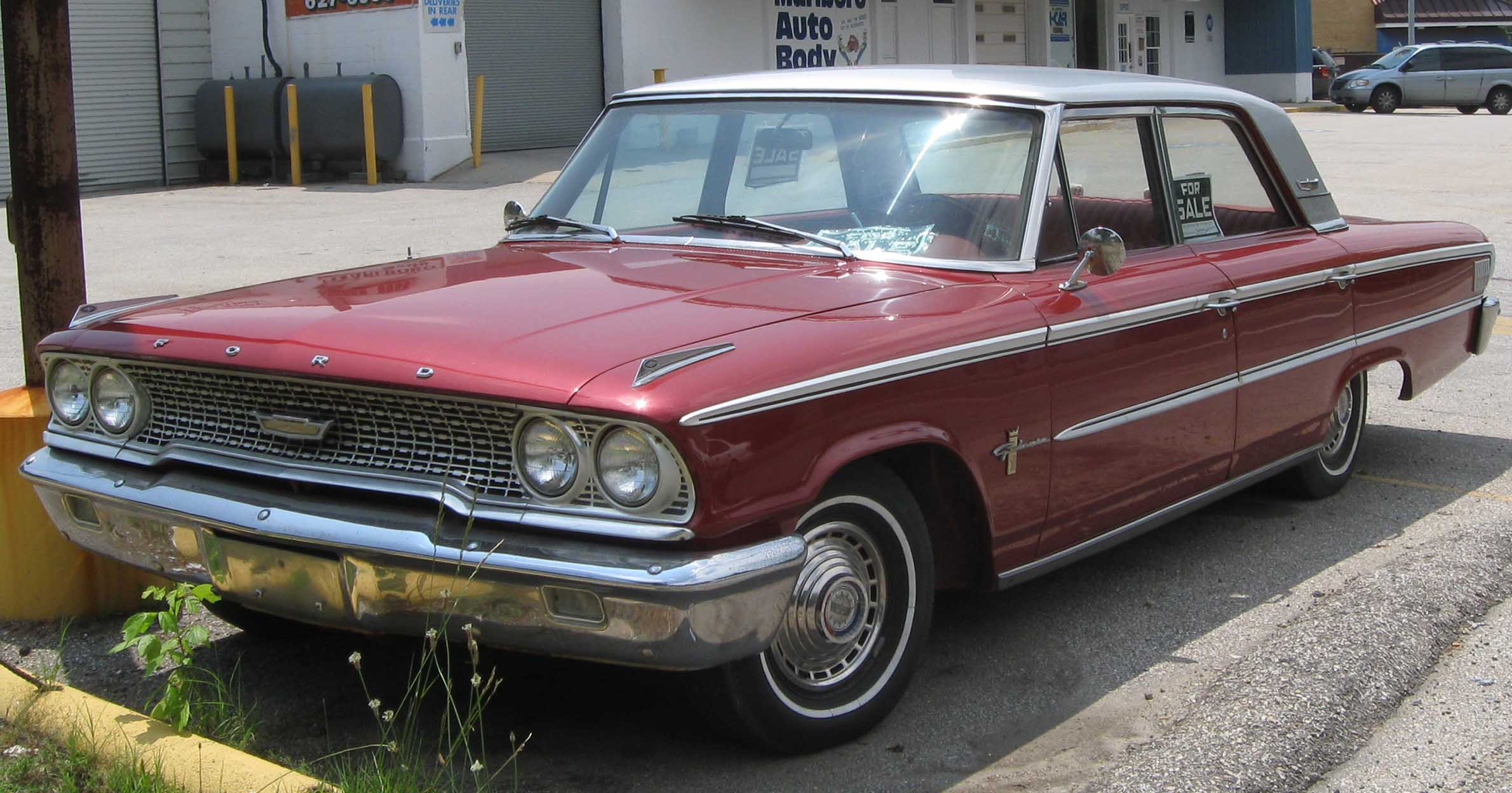
Ford Galaxie sedan 1963